# Открытые системы (издательство)
Открытые системы — российское издательство, основанное в феврале 1993 года. Приобрело известность благодаря журналам об информационных технологиях. 
В настоящий момент выпускает журналы медицинской тематики, популярные массовые издания, два научных издания вошли в Перечень ВАК.

## Издания
- Открытые системы. СУБД
- What Hi-Fi?[англ.]
- Лечащий Врач
- Publish/Дизайн. Верстка. Печать
- Классный журнал
- ПониМашка

### Закрытые издания
- Журнал сетевых решений/LAN (1995—2018)
- Computerworld Россия (2005—2018)
- Директор информационной службы (CIO.RU) (1998—2018)
- Windows IT Pro/RE (1999—2019) — бывшее профессиональное издание на русском языке, целиком и полностью посвященное вопросам работы с продуктами семейства Windows и технологиям компании Microsoft. Журнал был предназначен для системных администраторов и разработчиков.
- Stuff (2001—2013)
- Мир ПК (1988—2016)
- Сети/Network world (1996—2013)